# Methia jamaicensis
Methia jamaicensis är en skalbaggsart som beskrevs av T. Keith Philips och Ivie 1998. Methia jamaicensis ingår i släktet Methia och familjen långhorningar. Inga underarter finns listade i Catalogue of Life.